# Anonymous Bodies in an Empty Room
Anonymous Bodies in an Empty Room – album koncertowy amerykańskiego zespołu Swans, wydany w 1990.
Płyta zawiera nagrania zarejestrowane w latach 1988–1989, m.in. podczas trasy koncertowej promującej album The Burning World.
W 2015 dwa utwory z albumu („Blood on Your Hands” i „A Young Girl Needs”) znalazły się na reedycji White Light from the Mouth of Infinity / Love of Life (Deluxe Edition).

## Lista utworów
Wersja LP / CD:
| Nr | Tytuł utworu                    | Długość |
| -- | ------------------------------- | ------- |
| 1. | „Let It Come Down”              | 7:20    |
| 2. | „Blood on Your Hands”           | 3:11    |
| 3. | „A Young Girl Needs”            | 2:36    |
| 4. | „Will We Survive”               | 6:17    |
| 5. | „See No More”                   | 5:52    |
| 6. | „Still a Child”                 | 4:48    |
| 7. | „(She’s a) Universal Emptiness” | 5:16    |
| 8. | „Miracle of Love”               | 6:56    |
|    |                                 | 42:16   |

## Twórcy
- Michael Gira – śpiew
- Jarboe – śpiew, instrumenty klawiszowe
- Norman Westberg – gitara elektryczna